# Miss Universo Tailandia
Miss Universo Tailandia (en tailandés: มิสยูนิเวิร์สไทยแลนด์) es un concurso de belleza nacional en Tailandia que se lleva a cabo anualmente desde 2000. El concurso fue originalmente llamado Miss Tailandia Universo. En 2012 el nombre del certamen fue cambiado a Miss Universo Tailandia. Las ganadoras de la competencia participan en el certamen Miss Universo.
La actual Miss Universo Tailandia es Suchata Chuangsri de Bangkok, quien fue coronada el 14 de julio de 2024 en el MCC Hall, The Mall Lifestore Ngamwongwan, Nonthaburi.

## Historia
En 2000, Bangkok Broadcasting & T.V. Co., Ltd. (Canal 7) se adjudicó el derecho a organizar el concurso de Miss Universo Tailandia para enviar a una representante para competir en Miss Universo. Esto se produjo después de que el Miss Tailandia perdiera la licencia de Miss Universo. Kulthida Yenprasert fue coronada como la primera Miss Universo Tailandia en marzo de 2000.
En 2012, el nombre del certamen fue cambiado a Miss Universo Tailandia y fue transmitido por el Royal Thai Army Radio and Television Channel 5 hasta 2013.
En 2014, Miss Universo Tailandia se trasladó a transmitir en Canal 3 de Tailandia.
En 2019, TPN Global Co., Ltd. (anteriormente conocida como TPN 2018 Co., Ltd.) adquire la licencia de Miss Universo Tailandia por un período de 5 años consecutivos, de 2019 a 2023, con la dirección de Somchai Cheewasutthanon, Piyaporn Sankosik y Narong Lertkitsiri. Además, la emisora oficial del certamen fue transferida a PPTV.
En 2020, Somchai Cheewasutthanon se retiró del comité anfitrión y fue reemplazado por Chanitnant Sankosik.
En 2025, Miss Grand International PCL adquire la licencia de Miss Universo Tailandia por un período de 5 años consecutivos, de 2025 a 2029, con la dirección de Nawat Itsaragrisil.

## Ganadoras
| Año                               | Miss Universo Tailandia                    | Finalistas                                     | Finalistas                                       | Finalistas                                                 | Finalistas                                |
| Año                               | Miss Universo Tailandia                    | Primera                                        | Segunda                                          | Tercera                                                    | Cuarta                                    |
| --------------------------------- | ------------------------------------------ | ---------------------------------------------- | ------------------------------------------------ | ---------------------------------------------------------- | ----------------------------------------- |
| 2024                              | Suchata Chuangsri Bangkok                  | Surisa Suzana Renaud Phuket                    | Karnruethai Tassabut Ubon Ratchathani            | Boonyisa Chantrarachai Maha Sarakham                       | Maitai Suriyayunyong Samut Songkhram      |
| 2023                              | Anntonia Porsild Nakhon Ratchasima         | Chatnalin Chotjirawarachat Prachuap Khiri Khan | Nicha Poonpoka Lamphun                           | Worawalan Phutklang Uttaradit                              | Jennifer Jones Surat Thani                |
| 2023                              | Anntonia Porsild Nakhon Ratchasima         | Kirana Jasmine Chewter (Renunció) Mae Hong Son | Praveenar Singh-Thakral (Renunció) Phuket        | Chatnalin Chotjirawarachat (Ascendida) Prachuap Khiri Khan | Nicha Poonpoka (Ascendida) Lamphun        |
| 2022                              | Anna Sueangam-iam Bangkok                  | Kanyalak Nookaew Pathum Thani                  | Suchata Chuangsri Phuket                         | Renita Veronica Pagano Phuket                              | No otorgado                               |
| 2022                              | Anna Sueangam-iam Bangkok                  | Nicolene Bunchu (Destronada) Bangkok           | Kanyalak Nookaew (Ascendida) Pathum Thani        | Suchata Chuangsri (Ascendida) Phuket                       | Renita Veronica Pagano (Ascendida) Phuket |
| 2021                              | Anchilee Scott-Kemmis Chachoengsao         | Tharina Botes Phuket                           | Nanthiya Suwansaweang Nakhon Ratchasima          | Kasama Suetrong Surat Thani                                | Pimnara Vonzurmuehlen Bangkok             |
| 2020                              | Amanda Obdam Phuket                        | Praveenar Singh Chiang Mai                     | Punika Kulsoontornrut Prachuap Khiri Khan        | Praewwanich Ruangthong Chumphon                            | Alexandra Hänggi Chiang Mai               |
| 2019                              | Paweensuda Drouin Bangkok                  | Miriam Sornprommas Chiang Mai                  | Thanatchaphon Boonsang Roi Et                    | No adjudicado                                              | No adjudicado                             |
| 2018                              | Sophida Kanchanarin Bangkok                | Thitaree Kasorn Bangkok                        | Valentina Giardullo Bangkok                      | Praveenar Singh Chiang Mai                                 | Palita Puttharassu Khon Kaen              |
| 2017                              | Maria Ehren Bangkok                        | Supaporn Ritthipreuk Chiang Mai                | Paweensuda Drouin Bangkok                        | Ratchanok Naowaset Kalasin                                 | Suraprin Artkongharn Bangkok              |
| 2016                              | Chalita Suansane Samut Prakan              | Atcharee Buakhiao Chiang Mai                   | Lapatthida Kongraphan Samut Prakan               | Sornsarot Vittayaruengsook Bangkok                         | Nutnairee Bunsiri Phuket                  |
| 2015                              | Aniporn Chalermburanawong Lampang          | Chavika Watrsang Phuket                        | Chatchadaporn Kimakorn Phichit                   | Anchalika Na Phatthalung Phatthalung                       | Ravinnipa Hamid Bangkok                   |
| 2014                              | Weluree Ditsayabut (Renunció) Kanchanaburi | Allison Sansom (Asumió) Bangkok                | Sunannipar Kritsanasuwan (Destronada) Bangkok    | No adjudicado                                              | No adjudicado                             |
| 2013                              | Chalita Yaemwannang Bangkok                | Chonthicha Tiengtham Chon Buri                 | Sunitporn Srisuwan Bangkok                       | Sakaowan Singhapreecha Bangkok                             | Wanvisa Prapasirivichaikul Chiang Mai     |
| 2012                              | Farida Waller Krabi                        | Waratthaya Wongchayaporn Songkhla              | Suputra Chucharoen Samut Sakhon                  | Gaewalin Sriwanna Bangkok                                  | Pornpassorn Attapunyapol Chiang Mai       |
| Miss Tailandia Universo 2000-2011 |                                            |                                                |                                                  |                                                            |                                           |
| 2011                              | Chanyasorn Sakornchan Chon Buri            | Niratcha Tungtisanont Bangkok                  | Nattamon Krisnakupt Bangkok                      | Kanyarat Pongkumpanart Uttaradit                           | Patsaraporn Khonkhamhaeng Nakhon Pathom   |
| 2010                              | Fonthip Watcharatrakul Samut Prakan        | Watsaporn Wattanakoon Bangkok                  | Wilasinee Kanlayalert Bangkok                    | Pimpawan Bunjongsiri Chumphon                              | Punnara Phoomchareon Bangkok              |
| 2009                              | Chutima Durongdej Bangkok                  | Rujinan Phanseethum Udon Thani                 | Charlene Ratakon Sathiraboot Bangkok             | Chonticha Supphaiboonlerd Bangkok                          | Kedmolee Rojanapradit Bangkok             |
| 2008                              | Gavintra Photijak Nong Khai                | Piyaporn Deejing Nakhon Ratchasima             | Chawankorn Wantanapisitkul Songkhla              | Peerada Kajonmalee Samut Prakan                            | Ananya Chinsangchai Bangkok               |
| 2007                              | Farung Yuthithum Pathum Thani              | Jiraporn Sing-ieam Bangkok                     | Buachompoo Varee Bangkok                         | Watcharawan Suntarintu Nonthaburi                          | Nattaya Suwannaroj Bangkok                |
| 2006                              | Charm Osathanond Bangkok                   | Patra Pailin Rungrattanasunthorn Bangkok       | Suvarat Karnkorn Nakhon Si Thammarat             | Ampika Chuanpreecha Pathum Thani                           | Chayanee Phongphaew Bangkok               |
| 2005                              | Chananporn Rosjan Bangkok                  | Kanokwan Sesthapongvanich Bangkok              | Nusara Suknamai Bangkok                          | Porntip Prasertsong Nakhon Nayok                           | Pakamas Kaenjan Bangkok                   |
| 2004                              | Morakot Kittisara Bangkok                  | Radchadawan Nakprasert Phitsanulok             | Suthida Deesri Bangkok                           | Saikwan Hannongbua Nakhon Nayok                            | Supreeya Petchsai Chiang Rai              |
| 2003                              | Yaowalak Traisurat Nakhon Si Thammarat     | Anongnat Sutthanuch Bangkok                    | Narue-nit Jantara-niyom Phra Nakhon Si Ayutthaya | Jiraporn Nunti Chiang Mai                                  | Saowapap Suksai Trat                      |
| 2002                              | Janjira Janchome Phitsanulok               | Lalita Apaiwong Bangkok                        | Thanawan Jullamaneechote Bangkok                 | No otorgado                                                | No otorgado                               |
| 2001                              | Varinthorn Phadoongvithee Nonthaburi       | Wanvisa Kham-daeng-yai Lamphun                 | Pansiri Jitrat Chon Buri                         | No otorgado                                                | No otorgado                               |
| 2000                              | Kulthida Yenprasert Bangkok                | Muthita Sri-arun Bangkok                       | Kanueng-nit In-orng Surat Thani                  | No otorgado                                                | No otorgado                               |

### Provincias por número de victorias
| Provincias          | Títulos | Años                                                              |
| ------------------- | ------- | ----------------------------------------------------------------- |
| Bangkok             | 11      | 2000, 2004, 2005, 2006, 2009, 2014*, 2017, 2018, 2019, 2022, 2024 |
| Nakhon Ratchasima   | 2       | 2013, 2023                                                        |
| Samut Prakan        | 2       | 2010, 2016                                                        |
| Chachoengsao        | 1       | 2021                                                              |
| Phuket              | 1       | 2020                                                              |
| Lampang             | 1       | 2015                                                              |
| Kanchanaburi        | 1       | 2014*                                                             |
| Krabi               | 1       | 2012                                                              |
| Chon Buri           | 1       | 2011                                                              |
| Nong Khai           | 1       | 2008                                                              |
| Pathum Thani        | 1       | 2007                                                              |
| Nakhon Si Thammarat | 1       | 2003                                                              |
| Phitsanulok         | 1       | 2002                                                              |
| Nonthaburi          | 1       | 2001                                                              |

### Galería de ganadoras

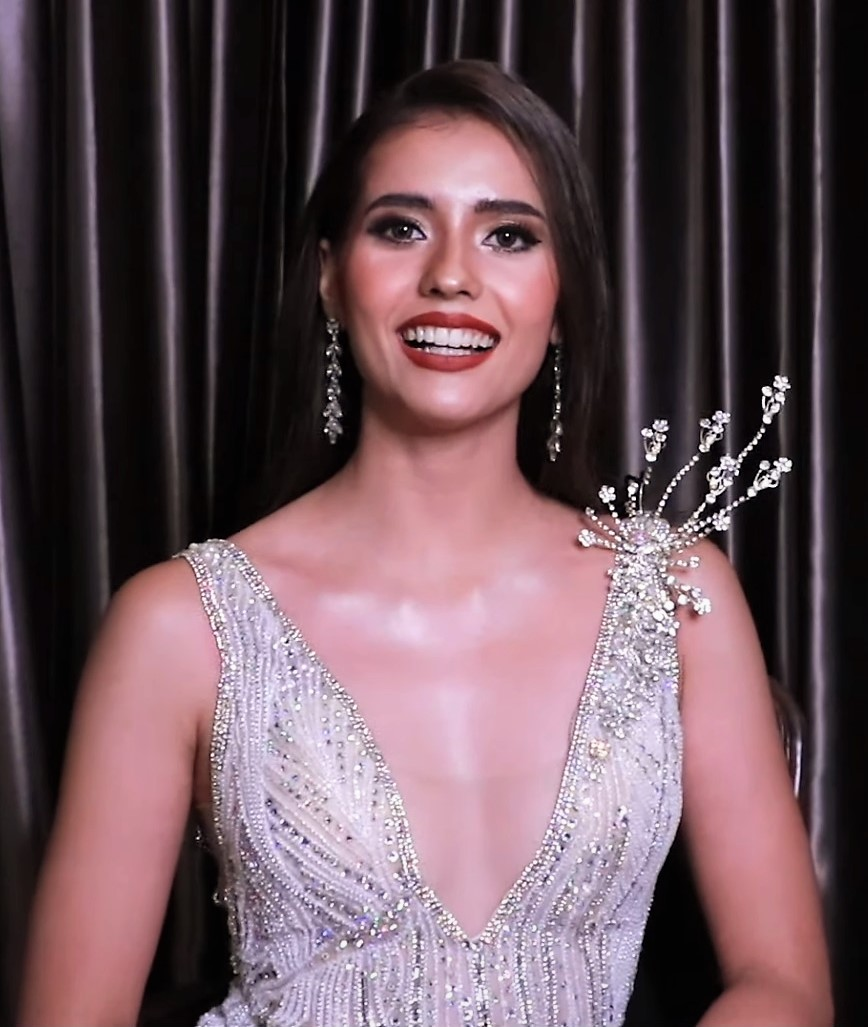
Miss Universo Tailandia 2023 Anntonia Porsild
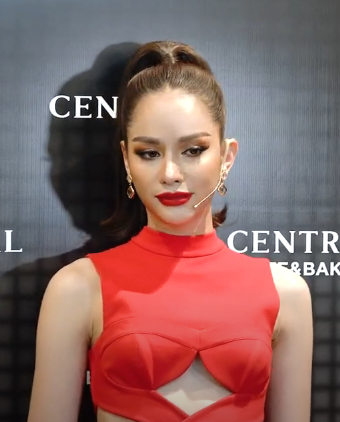
Miss Universo Tailandia 2022 Anna Sueangam-iam
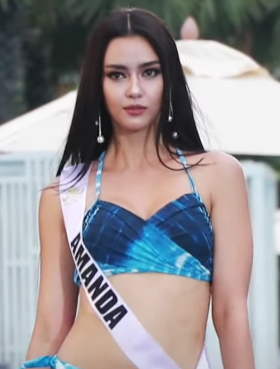
Miss Universo Tailandia 2020 Amanda Obdam
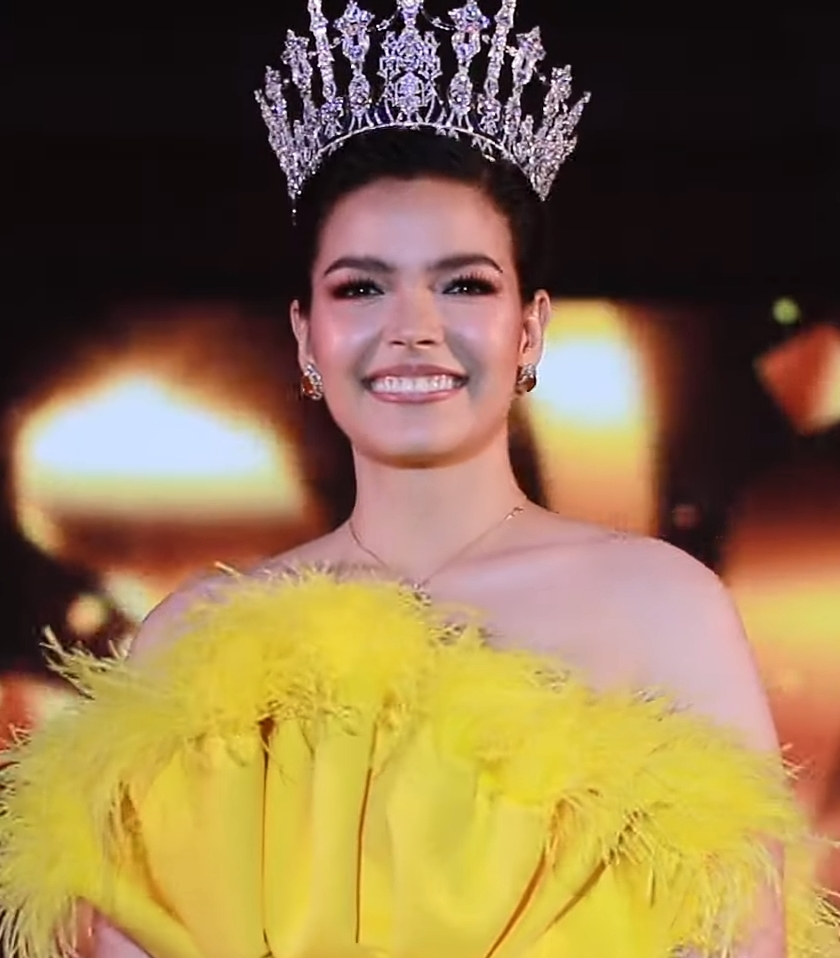
Miss Universo Tailandia 2019 Paweensuda Drouin
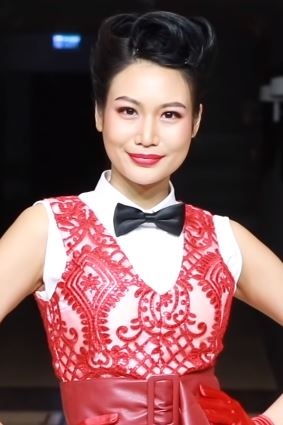
Miss Universo Tailandia 2018 Sophida Kanchanarin
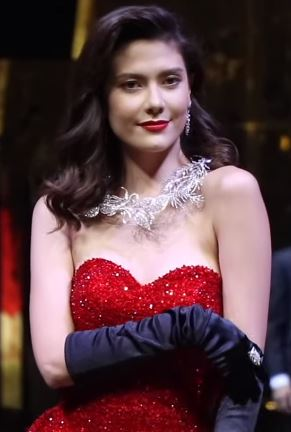
Miss Universo Tailandia 2017 Maria Ehren
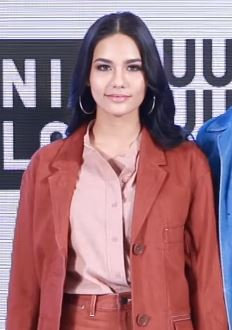
Miss Universo Tailandia 2016 Chalita Suansane
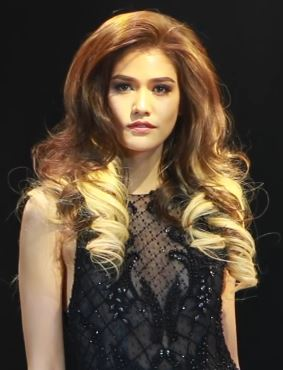
Miss Universo Tailandia 2015 Aniporn Chalermburanawong
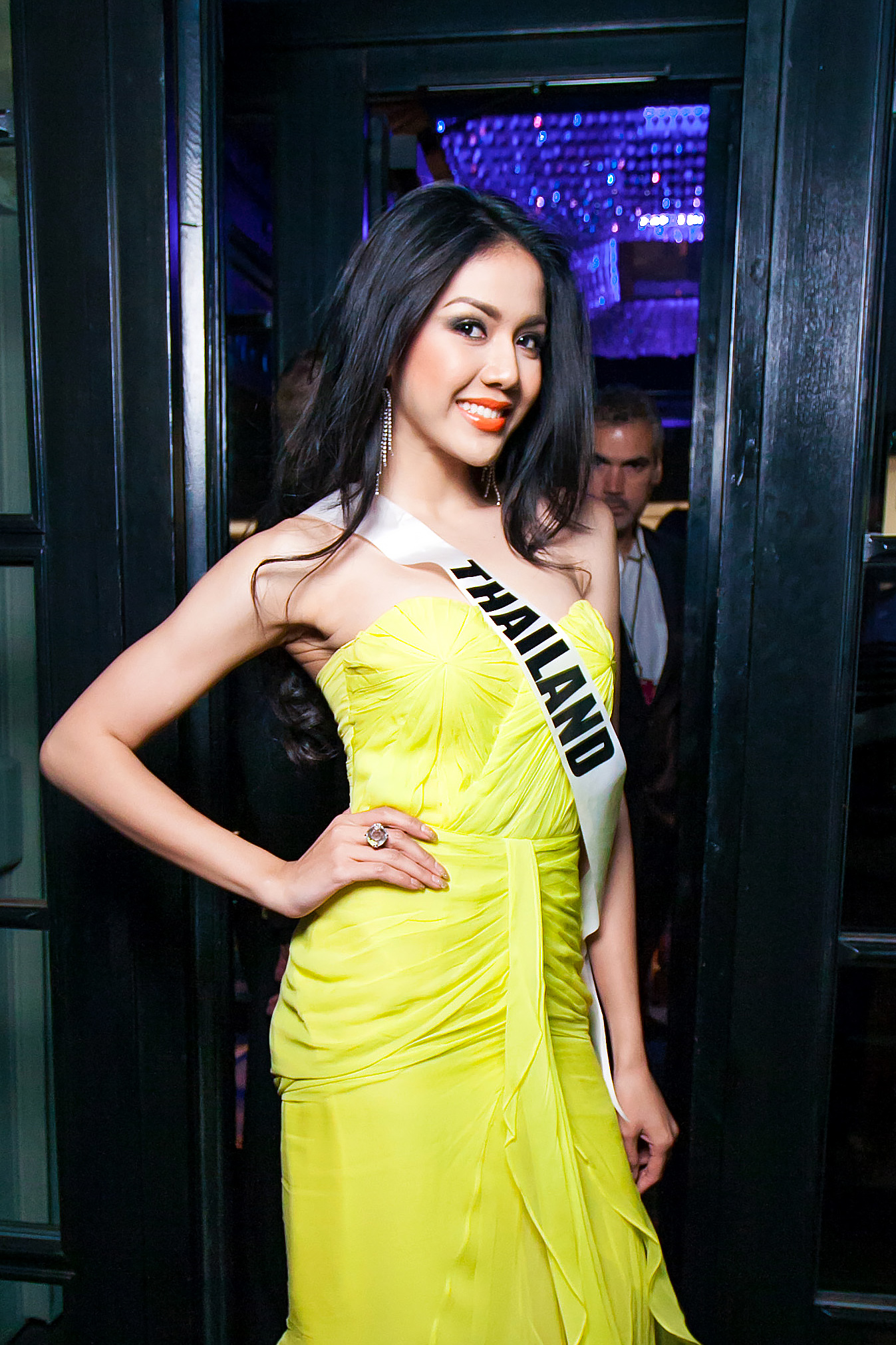
Miss Universo Tailandia 2013 Chalita Yaemwannang
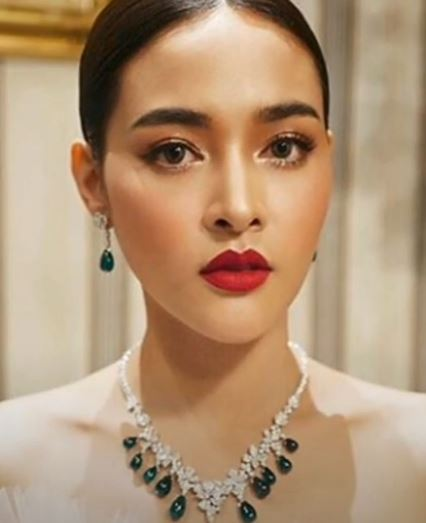
Miss Tailandia Universo 2010 Fonthip Watcharatrakul
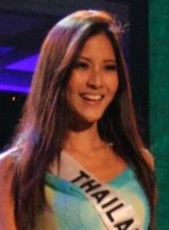
Miss Tailandia Universo 2007 Farung Yuthithum

## Rendimiento en Miss Universo
En 2005, Tailandia fue sede de Miss Universo después del año 1992. Chananporn Rosjan, la Miss Universe Tailandia 2005, ganó el premio al Mejor Traje Nacional en su país. Ella es la primera Miss Universo Tailandia que recibió el premio especial en Miss Universo.
En Miss Universo 2006 en Los Ángeles, Charm Osathanond se colocó en el Top 20. Ella fue la primera tailandesa que fue semifinalista después de 18 años. Osathanond También fue la primera Miss Universo Tailandia que consiguió una colocación en el concurso de Miss Universo.
En la Ciudad de México, donde se celebró Miss Universo 2007, Farung Yuthithum fue una de las semifinalistas en el Top 15, lo que hizo que Tailandia fuese llamada a semifinales por dos años consecutivos.
En Miss Universo 2015, Aniporn Chalermburanawong se coloca en el Top 10, por lo que es la primera colocación de Tailandia en ocho años, y el primer Top 10 en 27 años.
En Miss Universo 2016, Chalita Suansane se coloca en el Top 13 por votación popular, al final formó parte del Top 6.
En Miss Universo 2017, Tailandia fue representada por Maria Lynn Ehren, terminó ocupando un lugar en top 5 de finalistas, luego de 29 años sin clasificación en el Top 5.
En Miss Universo 2018, Sophida Kanchanarin le dio la cuarta clasificación consecutiva a Tailandia, terminando en el Top 10 de semifinalistas.
Paweensuda Drouin representó a Tailandia en Miss Universo 2019 donde a pesar de ser una de las máximas favoritas a alzarse con el título logró ubicarse en el Top 5.
En Miss Universo 2020, Amanda Obdam se coloca en el Top 10, lo que convierte a Tailandia en el único país en avanzar al Top 10 durante 6 años seguidos desde 2015.

## Representación internacional
: Declarada como ganadora
     : Terminó como finalista
     : Terminó como una de las semifinalistas o cuartofinalistas
     : Terminó como ganadora de premios especiales
| Año  | Miss Universo Tailandia   | Provincia           | Posición en Miss Universo | Premios especiales                                   |
| ---- | ------------------------- | ------------------- | ------------------------- | ---------------------------------------------------- |
| 2024 | Suchata Chuangsri         | Bangkok             | Tercera finalista         |                                                      |
| 2023 | Anntonia Porsild          | Nakhon Ratchasima   | Primera finalista         |                                                      |
| 2022 | Anna Sueangam-iam         | Bangkok             |                           | - Mejor Proyecto de Impacto                          |
| 2021 | Anchilee Scott-Kemmis     | Chachoengsao        |                           |                                                      |
| 2020 | Amanda Obdam              | Phuket              | Top 10                    |                                                      |
| 2019 | Paweensuda Drouin         | Bangkok             | Top 5                     |                                                      |
| 2018 | Sophida Kanchanarin       | Bangkok             | Top 10                    |                                                      |
| 2017 | Maria Lynn Ehren          | Bangkok             | Top 5                     |                                                      |
| 2016 | Chalita Suansane          | Samut Prakan        | Top 6                     |                                                      |
| 2015 | Aniporn Chalermburanawong | Lampang             | Top 10                    | - Mejor Traje Nacional                               |
| 2014 | Allison Sansom*           | Bangkok             |                           |                                                      |
| 2013 | Chalita Yaemwannang       | Nakhon Ratchasima   |                           |                                                      |
| 2012 | Farida Waller             | Krabi               |                           |                                                      |
| 2011 | Chanyasorn Sakornchan     | Chon Buri           |                           | - Mejor Traje Nacional (2.º lugar)                   |
| 2010 | Fonthip Watcharatrakul    | Samut Prakan        |                           | - Mejor Traje Nacional - Miss Fotogénica             |
| 2009 | Chutima Durongdej         | Bangkok             |                           | - Miss Fotogénica - Mejor Traje Nacional (2.º lugar) |
| 2008 | Gavintra Photijak         | Nong Khai           |                           | - Mejor Traje Nacional                               |
| 2007 | Farung Yuthithum          | Pathum Thani        | Top 15                    |                                                      |
| 2006 | Charm Onwarin Osathanond  | Bangkok             | Top 20                    |                                                      |
| 2005 | Chananporn Rosjan         | Bangkok             |                           | - Mejor Traje Nacional                               |
| 2004 | Morakot Aimee Kittisara   | Bangkok             |                           |                                                      |
| 2003 | Yaowalak Traisurat        | Nakhon Si Thammarat |                           | - Mejor Traje Nacional (Top 10)                      |
| 2002 | Janjira Janchome          | Phitsanulok         |                           |                                                      |
| 2001 | Varinthorn Phadoongvithee | Nonthaburi          |                           |                                                      |
| 2000 | Kulthida Yenprasert       | Bangkok             |                           |                                                      |

Nota:
- * En 2014, Allison Sansom, primera finalista de Miss Universo Tailandia 2014 representó a Tailandia en el  Miss Universo 2014.[12]